# Joseph Costeroste
Joseph Costeroste, né le 23 avril 1850 à Saint-Urcize (Cantal) et mort le 17 octobre 1906 à Paris, est un fabricant de cabrette et un cabretaïre d'origine cantalienne installé à Paris.

## Biographie
Joseph Costeroste naît le 23 avril 1850 au village de Repon, commune de Saint-Urcize, dans la partie cantalienne de l'Aubrac. Il est le fils aîné de Jean Costeroste, cultivateur, et de Marie Anne Noal, originaire de Sainte-Colombe-de-Peyre (Lozère). Il s'installe à Paris, où il rencontre Marguerite Mallet ; ils ont deux fils, en 1872 et en 1874, et se marient le 24 octobre 1874. Marguerite Mallet meurt quelques années plus tard et Joseph Costeroste se remarie avec Marie Laude.
Il crée un atelier de fabrication de cabrettes et vend ses instruments non seulement en France, mais même à l'étranger. Il était réputé aussi comme cabretaïre et se produisait dans les bals-musette de la capitale, et, en été, « au pays », notamment à Vic-sur-Cère, où était organisé un concours de musette. En 1904, il transfère son atelier au 46 bis, avenue de Suffren.
À sa mort, en 1906, son outillage est racheté par un autre fabricant célèbre, Alias. Il a été inhumé au cimetière du Montparnasse. Sa tombe a été relevée en 1992.